# Atelecrinidae
Super-famille
Famille
Les Atelecrinidae sont une famille de comatules.

## Description et caractéristiques
Ces comatules ont un centrodorsal conique, avec une cavité large et profonde, sans lèvre adorale. L'anneau adoral porte cinq dépressions interradiales. Les plaques basales sont en forme de cale, formant un anneau visible de l'extérieur, avec un petit canal central. Les dix bras se divisent au second primibrachial, avec une syzygie. Il n'y a pas de pinnules proximales. Le bout des bras forme un filament long et fin dépourvu de pinnules.

## Liste des genres
Selon World Register of Marine Species (17 juin 2014) :
- genre Adelatelecrinus Messing, 2013
  - Adelatelecrinus sulcatus (AH Clark, 1912)
  - Adelatelecrinus vallatus Messing, 2013

- genre Atelecrinus Carpenter, 1881
  - Atelecrinus balanoides Carpenter, 1881
  - Atelecrinus helgae AH Clark, 1913
- genre Paratelecrinus Messing, 2013
  - Paratelecrinus cubensis (Carpenter, 1881)
  - Paratelecrinus amenouzume Messing, 2013
  - Paratelecrinus conifer (AH Clark, 1908)
  - Paratelecrinus wyvilli (Carpenter, 1882)
  - Paratelecrinus laticonulus Messing, 2013
  - Paratelecrinus orthotriremis Messing, 2013
  - Paratelecrinus telo Messing, 2013